# Effata
Effata (Hephata, Hephatha, von aramäisch hephatach, „Öffne dich!“) ist ein Ausspruch Jesu im Evangelium des Markus (7,31–37):  

„Jesus verließ das Gebiet von Tyros wieder und kam über Sidon an den See von Galiläa, mitten in das Gebiet der Dekapolis. Da brachte man einen Taubstummen zu Jesus und bat ihn, er möge ihn berühren. Er nahm ihn beiseite, von der Menge weg, legte ihm die Finger in die Ohren und berührte dann die Zunge des Mannes mit Speichel; danach blickte er zum Himmel auf, seufzte und sagte zu dem Taubstummen: Effata!, das heißt: Öffne dich! Sogleich öffneten sich seine Ohren, seine Zunge wurde von ihrer Fessel befreit und er konnte richtig reden. Jesus verbot ihnen, jemand davon zu erzählen. Doch je mehr er es ihnen verbot, desto mehr machten sie es bekannt. Außer sich vor Staunen sagten sie: Er hat alles gut gemacht; er macht, dass die Tauben hören und die Stummen sprechen.“

## Katholische Rezeption
Bei der Taufe, wie sie unter anderem im römisch-katholischen Ritus gefeiert wird, berührt der Zelebrant Ohren und Mund des Neugetauften und spricht „Effata!“, um deutlich zu machen, dass dieser das Wort Gottes vernehmen und den Glauben bekennen soll (sog. Effata-Ritus).
Einige Vereine gehörloser Katholiken in Deutschland inkorporieren deswegen Epheta in ihren Vereinsnamen. Auch die monatliche Zeitung, herausgegeben vom Verband der katholischen Gehörlosen Deutschlands (VKGD), trägt den gleichen Namen. 

## Evangelische Rezeption
In Anlehnung an die Lutherformulierung heißen bestimmte Gehörloseneinrichtungen der Diakonie:
- Hephata (Schwalmstadt), Diakoniezentrum in Schwalmstadt-Treysa
- Hephata (Mönchengladbach), Evangelische Stiftung in Mönchengladbach

sowie Kirchengebäude:
- Hephatha-Kirche, Berlin
- Hephata-Kirche (Schwalmstadt)